# 任民育
任民育（？—1645年），字时泽，山東济宁人，明末政治人物。

## 生平
天啓四年（1624年）甲子科中舉人，用为贊劃。真定失守，任民育南逃。安宗即位後，升扬州府知府，隨史可法守城。弘光元年（1645年）四月，清兵破揚州，任民育被杀。